# El Semillero
El Semillero és una població del departament de Colonia, al sud-oest de l'Uruguai. Es troba sobre la ruta 50, a mitjan camí de l'encreuament de la ruta 1 i la localitat de Tarariras.

## Població
Segons les dades del cens de l'any 2004, El Semillero tenia 523 habitants.
| Any  | Població |
| ---- | -------- |
| 1963 | 271      |
| 1975 | 342      |
| 1985 | 468      |
| 1996 | 375      |
| 2004 | 523      |

Font: Institut Nacional d'Estadística de l'Uruguai